# Държавен преврат
Държавният преврат, преврат или пуч е насилствено завземане на властта в държавата чрез неконституционни средства от страна на участници в държавни структури. Извършва се чрез нарушаване действащите към дадения момент конституционни и правови форми, като целта е превземане на центровете за управление и физическо отстраняване (чрез арест или ликвидиране) на ключови политически фигури от предния режим. Често се извършва чрез военен метеж, но превратът може да бъде и ненасилствен.
За разлика от преврата, революцията се извършва от по-широки групи, които обикновено не са свързани с предишното управление.
Думата „пуч“ (Putsch) по произход е от швейцарски немски език и исторически е свързана с борба между партии за управлението на град Цюрих през 1839 г.